# ساندي جونسون
ساندي جونسون (بالإنجليزية: Sandy Johnson)‏ هو مدرب كرة القاعدة ‏ أمريكي، ولد في 24 أكتوبر 1940.